# Oddio, ci siamo persi il papa
Oddio, ci siamo persi il papa (Saving Grace) è un film del 1986, diretto da Robert M. Young e tratto dal romanzo Saving Grace di Celia Gittelson.

## Trama
Il giovane Leone XIV è appena eletto papa ma è in cerca di contatto con la gente comune. Rimasto, accidentalmente, fuori le mura dei palazzi vaticani, decide di allontanarsi all'insaputa dei prelati e si dirige nel borgo di Montepetra, dopo aver incontrato una ragazza sordomuta originaria del luogo. Il paesino è molto povero e l'acquedotto è danneggiato. Il giovane papa, sotto la falsa identità di sacerdote, farà di tutto per far crescere la comunità, aiutandola ad acquistare uno spirito di coesione e autosufficienza, ma dovrà vedersela con la malavita del posto che, con i suoi malaffari, ostacola lo sviluppo del piccolo centro rurale.

## Produzione
Il film è stato girato a Roma, Mantova e nella città fantasma di Craco.